# Antoine Lumière

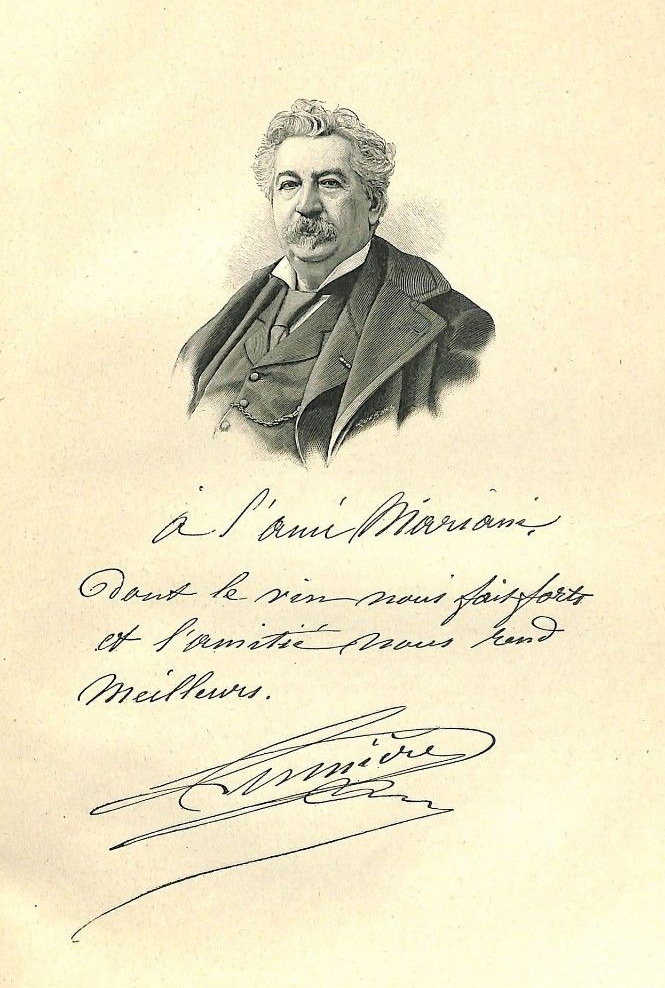
Antoine Lumière (ca. 1901)

Claude Antoine Lumière (* 13. März 1840 in Ormoy, Département Haute-Saône; † 15. April 1911 in Paris) war ein französischer Fotograf und Vater der Brüder Lumière.

## Leben
Im Jahr 1860 machte sich Antoine Lumière in Besançon selbständig. Dort wurden auch seine beiden Söhne Auguste (1862–1954) und Louis (1864–1948) geboren. Im Jahr 1870 zog die Familie nach Lyon. Dort baute Lumière eine industrielle Fertigung von fotografischen Platten auf. Die Firma wurde 1893 von seinen Söhnen übernommen. Im Jahr 1894 beschäftigte das Unternehmen 300 Arbeiter, verfügte über ein Kapital von 3 Millionen Franc und produzierte pro Jahr 15 Millionen Platten.